# Самоа (архіпелаг)

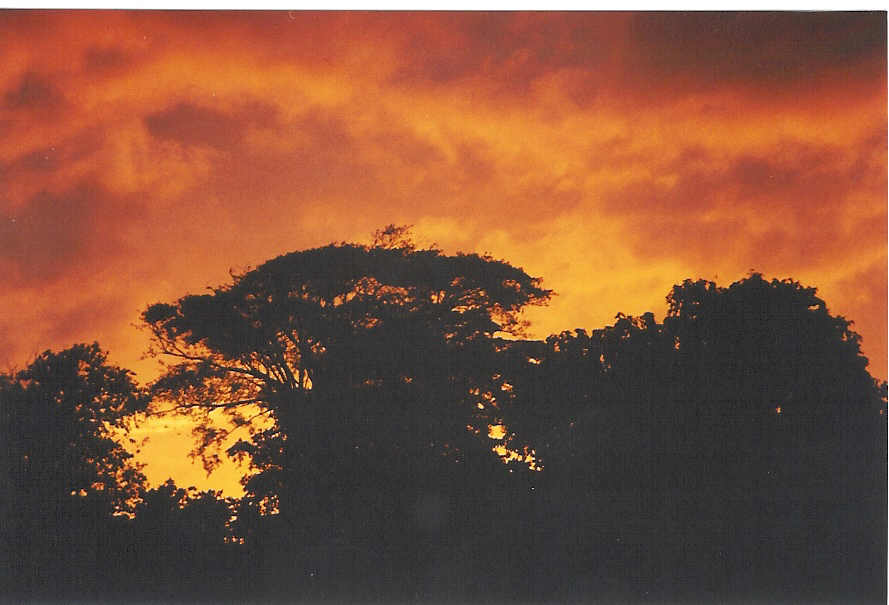
Захід на Самоа

Самоа (англ. Samoan Islands) — архіпелаг в Полінезії (південна частина Тихого океану). Площа — 3030 км². Чисельність населення — близько 250 тис. (2010).

## Географія
Острови у складі архіпелагу:
- Саваї
- Уполу
- Тутуїла
- Офу-Олосега
- Тау
- Ауну

На архіпелазі розташовуються:
- держава Самоа, в минулому відома як  Західне Самоа (столиця — Апіа);
- залежна територія Американське Самоа, або  Східне Самоа (адміністративний центр — Паго-Паго).

Клімат островів — тропічний вологий від 24 ° С взимку до 32 ° C влітку. На архіпелазі багато ендемічних рослин та тварин.

## Історія
Острови Самоа, як і острови Фіджі та Тонга, були, як вважають вчені, заселені в V столітті н. е. під час міграції представників культури лапіта з островів Бісмарка, розташованих у Західній Меланезії. Острови Самоа були одним з центрів формування полінезійської культури. Саме з Самоа йшло освоєння островів та атолів центральній частині Тихого океану.
Європейським першовідкривачем островів став голландський мандрівник Якоб Роггевен, що висадився на Самоа 1722 року. Згодом, 1768 року, на архіпелазі побував французький мореплавець Луї Антуан де Бугенвіль, який назвав його островами Мореплавців.
Наприкінці XIX століття за контроль над архіпелагом розгорілося суперництво між Німеччиною, Британією та США. Внаслідок Берлінської угоди 1899 року над островами був встановлений протекторат. Острови Самоа були розділені на дві частини (лінія розділу пройшла по 171° з. д.): східна група, відома зараз під назвою « Американське Самоа », стала територією США; західні острови дістали назву «Німецьке Самоа», а Британія відмовилася від претензій в обмін на повернення Фіджі та деяких інших меланезийских територій.
З кінця Першої світової війни до 1962 року Західне Самоа знаходилося під керуванням Нової Зеландії, спочатку за мандатом Ліги Націй, а пізніше — ООН. 1961 року був проведений референдум, під час якого жителі Західного Самоа висловилися за надання незалежності. 1 січня 1962 року Західне Самоа стало першою тихоокеанською острівною державою, яка здобула незалежність. З липня 1997 року це держава називається просто «Самоа». Незважаючи на те, що жителі Західного та Східного (Американського) Самоа належать до однієї нації та мають одну мову, між ними існують культурні відмінності, пов'язані з історією останнього століття. Жителі Східного Самоа тяжіють до США і американського способу життя, тоді як населення Західного Самоа — до Нової Зеландії.